# Mezihoří (Soběhrdy)
Mezihoří je vesnice, část obce Soběhrdy v okrese Benešov. Nachází se asi 2 km na sever od Soběhrd v nadmořské výšce 392 metrů. V roce 2009 zde bylo evidováno 56 adres. Mezihoří leží v katastrálním území Soběhrdy o výměře 6,64 km².

## Historie
První písemná zmínka o vesnici pochází z roku 1428.